# Leonardo AW249
Il Leonardo AW249 Fenice è un elicottero d'attacco italiano di Leonardo, il progetto del sostituto per il AW129 Mangusta; in futuro dovrebbe essere identificato dalla sigla AH-249 (MDS) che deriva da "Attack Helicopter", ora viene identificato con la sigla AW da Agusta Westland, il precedente nome della Leonardo Divisione Elicotteri.

## Caratteristiche e sviluppo
Per il programma di sviluppo è prevista una durata di 10 anni fino al 2025, con la consegna all' Esercito italiano di 48 elicotteri (per un valore di 2,7 miliardi di €) fra il 2028 e il 2035. Il progetto deriva dall'AgustaWestland AW149, con cui condivide trasmissione, rotori e parte degli impianti. Sono richieste un'autonomia minima di 3 ore (rispetto alle 2h e 30 min attuali) con carico utile di 1800 kg, peso totale di 7–8 t e velocità che va dai 213 a 259 km/h. Dati ampiamente superati dai prototipi secondo le dichiarazioni pubblicate dal produttore. Autonomia e velocità sono necessarie anche per cooperare con l'NH-90 e il CH-47. L'elicottero dovrà avere capacità di gestire sciame di droni, capacità di riduzione della visibilità ai radar, anche se non completamente stealth, e resistenza alla corrosione di sabbia o salsedine (il Mangusta ha ricevuto un trattamento comunque limitato per operare sul Giuseppe Garibaldi).
Nel luglio 2018 è stata firmata una lettera d'intenti fra Leonardo ed il gruppo polacco Polska Grupa Zbrojeniowa (PGZ) che dovrebbe ampliare il mercato per l'elicottero. I requisiti del mezzo dovrebbero incorporare la variante polacca, nota localmente come "Progetto Kruk", da produrre negli stabilimenti PZL-Swidnik (elicottero da produrre e manutenere localmente).
Il primo prototipo, con numero di serie sperimentale CSX82069, ha volato per la prima volta il 12 agosto 2022 dallo stabilimento AgustaWestland di Vergiate.
In occasione del primo volo 
si potevano già notare l'installazione del cannone TM197B da 20 mm e il sistema di puntamento Rafael Toplite, lo stesso montato sull'AW129D Mangusta.
Il secondo esemplare (primo di pre-produzione) in colore verde oliva, ha volato per la prima volta il 19 marzo 2023 sempre da Vergiate.
L'AW249 è stato mostrato per la prima volta al pubblico il 17 giugno 2024, nel corso del salone parigino "Eurosatory 2024".
Il 18 settembre 2024, uno degli elicotteri di pre-produzione, attualmente coinvolto nelle attività di sviluppo del programma AW249, ha partecipato all' esercitazione operativa dell'Esercito Italiano "Stella Alpina 2024" svoltasi presso il Lago Fedaia (Trento, Italia).
48 gli AW249 previsti in consegna dal 2027 per l'Esercito Italiano.